# Temelucha observator
Temelucha observator är en stekelart som beskrevs av Aubert 1966. Temelucha observator ingår i släktet Temelucha och familjen brokparasitsteklar. Inga underarter finns listade i Catalogue of Life.